# Motette Psallite
Motette Psallite ist ein deutsches Klassik-Label mit Schwerpunkt Orgelmusik.

## Beschreibung und Geschichte
Das Label,  nach eigenen Angaben weltgrößtes im Bereich Orgelmusik, wurde 1976 von dem hauptberuflich in einem Wirtschaftsunternehmen tätigen Organisten Johannes Ricken in Wiesbaden gegründet. 1987 erfolgte ein Umzug nach  Düsseldorf-Lohausen. 1994 wurde das Label Psallite übernommen. Seit 2019 ist Giovanni Solinas, Kantor an St. Cornelius Dülken Inhaber des nun dort ansässigen Unternehmens. Der Schwerpunkt der Aktivitäten liegt seit Beginn bei der Orgelmusik, aber auch Vokalmusik, vorwiegend Gregorianischer Choral, Aufnahmen von Glockengeläuten sowie Klavier- und Kammermusik sind vertreten. Neuproduktionen erscheinen unter der Bezeichnung Motette Psallite, die Katalogaufnahmen sind unter Motette Ursina erhältlich.
Bislang erschienen knapp 500 Produktionen. Zahlreiche Einspielungen wurden ausgezeichnet.

## Interpretinnen und Interpreten (Auswahl)
- Clemens Ganz